# Шкарлаты
Шкарлаты (укр. Шкарлати) — село,
Ульяновский сельский совет,
Богодуховский район,
Харьковская область, Украина.
Код КОАТУУ — 6320888315. Население по переписи 2001 г. составляет 15 (6/9 м/ж) человек.

## Географическое положение
Село Шкарлаты находится в 3-х км от села Корбины Иваны и реки Иваны (левый берег).

## Происхождение названия
Шкарлат — красное сукно, багрец, пурпур. Шкарлати — красная (пурпуровый) одежда.
От итал. scarlatto — «ярко-красный», «алый».

## История
- 1760 — дата основания.